# Realm of the Mad God
Realm of the Mad God (em português "Reino do Deus Louco"), popularmente conhecido como RotMG é um jogo multijogador massivo online criado pela Wild Shadow e pela Spry Fox Studios, Em Julho de 2012 foi adquirido pela Kabam e posteriormente pela Deca Games, em 19 de julho de 2016. A versão para browser foi lançada em 20 de junho de 2011. Em 20 de fevereiro de 2012 o jogo foi introduzido no catálogo na plataforma de jogos digitais Steam para Microsoft Windows e OS X. Com o suporte do Adobe Flash terminando no final de 2020, em 22 de Julho de do mesmo ano o jogo recebeu uma reescritura para o Unity, conhecida como Realm of the Mad God Exalt, que supera o Flash em questões de performance e também possibilita os desenvolvedores a introduzir mecânicas mais complexas ao jogo.
O jogo é descrito como sendo uma mistura de MMO cooperativo estilo bullet hell com gráficos pixelados ao estilo 8 bits. Os jogadores controlam personagens que foram teletransportados para o reino de Oryx (o Deus Louco do título) para virar comida de suas criaturas e abominações, que devem ser destruídas pelos jogadores. O ponto central da jogabilidade de RotMG é o fato de que a morte de um personagem é permanente. Ao morrer, o jogador perde aquele personagem e todos os equipamentos que estava carregando, por isso o jogador pode depositar itens em um cofre com capacidade limitada, para mante-los em segurança. Diferentes classes de personagens para escolher também ajuda a tornar o jogo mais diverso e incentiva os jogadores a trabalharem em equipe.
Realm of the Mad God é um jogo Free-to-Play com a opção de se fazer microtransações dentro do jogo realizadas por cartão de crédito. O jogador pode optar por comprar itens raros, animais que ajudam durante as batalhas (atacando inimigos, restaurando vida do personagem entre outras), mais baús, mais espaços para possibilitar ter mais de um personagem ao mesmo tempo e também cosméticos.
Há também uma Wiki dedicada ao jogo e suas interações, o Realm Eye, no qual o jogador pode aprender mais sobre o jogo. Este site está disponível somente em inglês.
O cliente do jogo é escrito em Flash e pode ser jogado pelo navegador no site oficial, no Kongregate, ou pode ser baixado na Steam até o dia 23 de setembro de 2020. A versão Exalt está disponível apenas no site e na Steam.